# Christmas Cottage
Christmas Cottage (Thomas Kinkade's Christmas Cottage) è un film del 2008 diretto da Michael Campus.

## Trama
Inverno, 1977. Il giovane artista Thomas Kinkade, 21 anni, torna nella sua città natale di Placerville dal college per le vacanze di Natale ed apprende con sgomento che i tentativi di promuovere il turismo nella regione sono falliti e che sua madre, rischia di perdere il cottage di famiglia per pignoramento. Ispirato dal suo mentore, Glenn Wessels, un famoso artista nonché vicino di casa, Thomas accetta l'incarico di dipingere un murale della sua idilliaca cittadina. Con l'aiuto di Glen, Thomas non solo scopre la sua vocazione di "pittore della luce", ma aiuta la comunità locale a riscoprire il vero spirito del Natale.

## Produzione
Il film è stato auto-prodotto dallo stesso Kinkade insieme a Nanette Kinkade (sua moglie), Julie Yorn, Michael Campus e Arla Dietz Campus. Il semi-autobiografico racconta la motivazione e l'ispirazione dietro il suo dipinto più famoso, The Christmas Cottage. Venendo come un direct-to-DVD film, prima impresa per Kinkade come produttore debutta opportunamente come produzione di massa, come la sua opera.

### Cast
Jared Padalecki è entrato a far parte del cast di Christmas Cottage e vestirà i panni dell'artista Thomas Kinkade, mentre a Peter O'Toole è stato affidato il ruolo del pittore Glen Wessler, che fu mentore di Kinkade agli inizi della sua carriera. Il ruolo della madre di Kinkade invece è stato affidato a Marcia Gay Harden.

### Riprese
Le riprese del film sono iniziate ad aprile 2007 a Vancouver e Whistler (Canada). The Christmas Cottage, dovrebbe essere il primo di una trilogia cinematografica sull'artista canadese programmati da Lionsgate e Kinkade; i prossimi due film, in cui dovremmo trovare ancora una volta Padalecki nel ruolo di Kinkade, saranno basati su altri dipinti e rifletteranno altri punti di vista della vita dell'artista.

## Distribuzione

### Data di uscita
Il film era stato originariamente previsto per il dicembre 2007, ma le modifiche finali e i diritti musicali hanno ritardato l'apertura. Tuttavia, essendo un film per la stagione natalizia, l'uscita del film è stata posticipata al novembre 2008, ma direct-to-video.

## Accoglienza

### Incassi
Il film ha incassato ai botteghini 41.724 dollari.